# Higashiagatsuma
Higashiagatsuma (japanska: 東吾妻町?, Higashiagatsuma-machi) är en landskommun (köping) i Gunma prefektur i Japan.  